# Governatorato di Nabatiye
Il governatorato di Nabatiye, o Nabatieh , (in arabo محافظة النبطية‎?, Muḥāfaẓat an-Nabatiyah) è un governatorato del Libano che si trova nel sud-est del paese. 

## Geografia
La superficie è di 1098 km² ed ha una popolazione di circa 316 541 abitanti (stima 2008). Il capoluogo è Nabatieh.

## Distretti

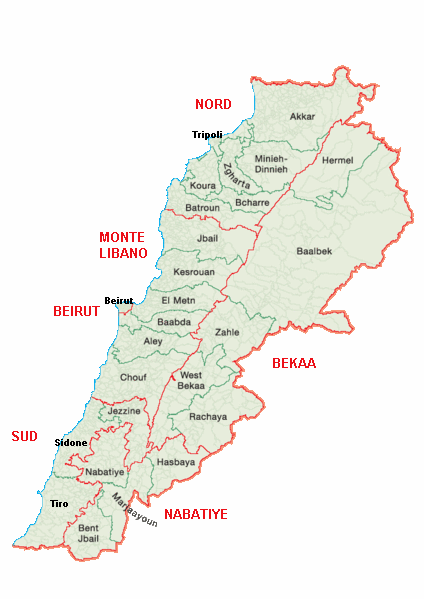

Il governatorato è organizzato in 4 distretti, da nord a sud:
- Distretto di Nabatiye
- Distretto di Marjayoun
- Distretto di Hasbaya
- Distretto di Bent Jbail